# Africanetti
Gli africanetti (in dialetto bolognese: africanétt), detti anche biscotti Margherita, sono dei dolci tipici della cucina bolognese e prodotti a San Giovanni in Persiceto.
La ricetta è inclusa nell'elenco dei prodotti agroalimentari tradizionali emiliani e romagnoli.

## Ingredienti
Gli ingredienti sono costituiti da tuorli d'uovo, zucchero e burro, che vengono amalgamati molto a lungo, fino ad ottenere una consistenza molto fine. L'impasto viene poi colato in appositi stampi in acciaio, detti "lingotti", che vengono infine cotti nel forno a temperatura moderata. Il prodotto finale è un biscotto vuoto al suo interno, a metà via tra un savoiardo e uno spumino, con una crosta croccante all'esterno e morbida nel lato interno.

## Descrizione
La tradizione tramanda la produzione degli africanetti nella ricorrenza del santo patrono (24 giugno), durante il carnevale storico persicetano e nella fiera di settembre, oltre che in occasione di importanti eventi come matrimoni, battesimi, comunioni e cresime.
Francesco Bagnoli apre un biscottificio nel 1872 a San Giovanni in Persiceto, e ottiene il riconoscimento della Famiglia Reale per la ricetta degli Africanetti, così chiamati perché spediti in Africa Orientale.